# Junibacken
Junibacken ist ein kleiner Vergnügungspark für Kinder in Stockholm, der der schwedischsprachigen Kinderliteratur und insbesondere den Büchern Astrid Lindgrens gewidmet ist. Er befindet sich auf der Insel Djurgården. Der Name stammt von dem Gut Junibacken (im Deutschen Birkenlund), auf dem Astrid Lindgrens Romanheldin Madita aufwächst.
Der Park wurde am 8. Juni 1996 von der schwedischen Königsfamilie eröffnet und ist mit rund 400.000 Besuchern im Jahr eine der fünf meistbesuchten Sehenswürdigkeiten Stockholms.
Im Zentrum stehen die Figuren aus den beliebtesten Kinderbüchern Astrid Lindgrens, darunter Pippi Langstrumpf, Karlsson vom Dach, Ronja Räubertochter, Michel aus Lönneberga und die Brüder Löwenherz, aber auch andere bekannte Figuren aus schwedischsprachiger Kinderliteratur wie Pettersson und Findus, Willi Wiberg und die Mumins. Wechselnde Sonderausstellungen sind einzelnen Autorinnen und Autoren gewidmet. Zum Gelände gehören außerdem eine Kinderbuchhandlung, ein Theater, ein Restaurant, sowie ein der Villa Kunterbunt aus Pippi Langstrumpf nachempfundenes Spielhaus.

## Sagotåget
Hauptattraktion im Junibacken ist der Sagotåget (dt. etwa: Märchenzug). Dessen Fahrgäste werden in fahr- und drehbaren Kabinen an aufwändig und detailreich dargestellten Szenen aus den Astrid-Lindgren-Büchern vorbei, oder auch direkt hindurch geführt. Eine in 12 Sprachen verfügbare Bandansage führt in die jeweilige Szenerie ein. In der schwedischen Ansage ist die Stimme von Astrid Lindgren selbst zu hören. Im Eintrittspreis ist eine Fahrt mit dem Sagotåget enthalten, weitere Fahrten sind gegen Aufpreis möglich.
2006 wurde der Sagotåget umgebaut, da sich viele Kinder beim Anblick der seinerzeit noch nahen und brüllenden Drachendame Katla aus Die Brüder Löwenherz fürchteten. Seitdem wird diese Szene aus der Sichtweise der Brüder gezeigt, in der Katla weiter entfernt ist, und sich auch nicht mehr bewegt.